# Мартіна Неєдли
Мартіна Неєдли (англ. Martina Nejedly; нар. 26 травня 1975) — колишня канадська тенісистка.
Найвищу одиночну позицію світового рейтингу — 179 місце досягла 5 січня 1998, парну — 336 місце — 26 травня 1997 року.
Здобула 2 одиночні титули туру ITF.

## Фінали ITF
| турніри $25,000 |
| турніри $10,000 |

### Одиночний розряд: 6 (2–4)
| Результат | Ранг | Дата             | Турнір                     | Покриття | Суперниця         | Рахунок       |
| --------- | ---- | ---------------- | -------------------------- | -------- | ----------------- | ------------- |
| Поразка   | 1.   | 10 жовтня 1993   | ITF Сакатекас, Мексика     | Тверде   | Лусіла Бесерра    | 1–6, 1–6      |
| Поразка   | 2.   | 24 червня 1996   | ITF Кампу-Гранді, Бразилія | Тверде   | Джоелл Шад        | 2–6, 7–5, 4–6 |
| Поразка   | 3.   | 21 липня 1996    | ITF Сан-Паулу, Бразилія    | Ґрунт    | Ніна Ніттінгер    | 4–6, 4–6      |
| Перемога  | 1.   | 3 листопада 1996 | ITF Мінас-Жерайс, Бразилія | Ґрунт    | Селесте Контін    | 7–6(2), 6–2   |
| Перемога  | 2.   | 23 червня 1997   | ITF Манаус, Бразилія       | Тверде   | Сінтія Торторелла | 6–4, 6–1      |
| Поразка   | 4.   | 14 грудня 1997   | ITF Богота, Колумбія       | Ґрунт    | Фабіола Сулуага   | 2–6, 1–6      |

### Парний розряд: 1 (0–1)
| Результат | Ранг | Дата             | Турнір                     | Покриття | Партнерка    | Суперниці                      | Рахунок       |
| --------- | ---- | ---------------- | -------------------------- | -------- | ------------ | ------------------------------ | ------------- |
| Поразка   | 1.   | 3 листопада 1996 | ITF Мінас-Жерайс, Бразилія | Ґрунт    | Ліліан Сілва | Селесте Контін Роміна Оттобоні | 6–4, 4–6, 2–6 |